# Lancer du poids masculin aux Jeux olympiques d'été de 2012
Navigation
Pékin 2008 Rio 2016
Le concours du lancer du poids masculin aux Jeux olympiques de 2012 a lieu le 3 août dans le Stade olympique de Londres.
Les limites de qualifications étaient de 20,50 m pour la limite A et de 20,00 m pour la limite B.

## Records
Avant cette compétition, les records dans cette discipline étaient les suivants :
| Record du monde  | 23,12 m | Randy Barnes États-Unis           | 20 mai 1990       | Westwood |
| Record olympique | 22,47 m | Ulf Timmermann Allemagne de l'Est | 23 septembre 1988 | Séoul    |

## Médaillés
| Or              | Argent      | Bronze      |
| Tomasz Majewski | David Storl | Reese Hoffa |

## Résultats

### Finale (3 août)
| Rang                                | Athlète            | Nationalité    | 1     | 2     | 3     | 4     | 5     | 6     | Résultat | Notes |
| ----------------------------------- | ------------------ | -------------- | ----- | ----- | ----- | ----- | ----- | ----- | -------- | ----- |
| Médaille d'or, Jeux olympiques      | Tomasz Majewski    | Pologne        | 21,19 | 21,72 | 21,87 | x     | 21,72 | 21,89 | 21,89    |       |
| Médaille d'argent, Jeux olympiques  | David Storl        | Allemagne      | 21,84 | 21,86 | 21,41 | x     | x     | x     | 21,86    |       |
| Médaille de bronze, Jeux olympiques | Reese Hoffa        | États-Unis     | 20,98 | 20,95 | 21,23 | 21,11 | 19,53 | x     | 21,23    |       |
| 4                                   | Christian Cantwell | États-Unis     | 20,21 | 20,95 | x     | x     | 20,65 | 21,19 | 21,19    |       |
| 5                                   | Dylan Armstrong    | Canada         | 20,16 | 20,93 | 20,74 | x     | x     | 20,34 | 20,93    |       |
| 6                                   | Germán Lauro       | Argentine      | 19,40 | 20,82 | 20,84 | 20,34 | 20,65 | x     | 20,84    |       |
| 7                                   | Asmir Kolašinac    | Serbie         | 20,18 | 20,71 | x     | 20,54 | 20,46 | x     | 20,71    |       |
| 8                                   | Pavel Lyzhyn       | Biélorussie    | 20,69 | x     | x     | 19,93 | 20,04 | x     | 20,69    |       |
| 9                                   | Ryan Whiting       | États-Unis     | 20,21 | 20,21 | 20,64 | -     | -     | -     | 20,64    |       |
| 10                                  | Dorian Scott       | Jamaïque       | 19,51 | 20,61 | x     | -     | -     | -     | 20,61    |       |
| 11                                  | Maksim Sidorov     | Russie         | x     | 20,41 | x     | -     | -     | -     | 20,41    |       |
| 12                                  | Chang Ming-Huang   | Taipei chinois | 19,99 | x     | 19,64 | -     | -     | -     | 19,99    |       |

### Qualifications (3 août)
| Rang | Groupe | Athlète                   | Nationalité        | 1     | 2     | 3     | Résultat | Notes |
| ---- | ------ | ------------------------- | ------------------ | ----- | ----- | ----- | -------- | ----- |
| 1    | B      | Reese Hoffa               | États-Unis         | 21,38 |       |       | 21,36    | Q     |
| 2    | A      | David Storl               | Allemagne          | 21,15 |       |       | 21,15    | Q     |
| 3    | A      | Tomasz Majewski           | Pologne            | 21,03 |       |       | 21,03    | Q     |
| 4    | B      | Ryan Whiting              | États-Unis         | 20,29 | 20,25 | 20,78 | 20,78    | Q     |
| 5    | A      | Germán Lauro              | Argentine          | 20,10 | x     | 20,75 | 20,75    | Q     |
| 6    | A      | Pavel Lyzhyn              | Biélorussie        | 19,85 | 20,10 | 20,57 | 20,57    | q     |
| 7    | B      | Dylan Armstrong           | Canada             | 19,99 | x     | 20,49 | 20,49    | q     |
| 8    | B      | Asmir Kolašinac           | Serbie             | 20,44 |       |       | 20,44    | q     |
| 9    | A      | Christian Cantwell        | États-Unis         | 20,41 | 20,30 | 19,88 | 20,41    | q     |
| 10   | B      | Maksim Sidorov            | Russie             | x     | 19,59 | 20,40 | 20,40    | q     |
| 11   | A      | Dorian Scott              | Jamaïque           | 20,18 | 20,30 | 20,31 | 20,31    | q     |
| 12   | B      | Chang Ming-Huang          | Taipei chinois     | 19,14 | x     | 20,25 | 20,25    | q     |
| 13   | A      | Soslan Tsirikhov          | Russie             | 19,25 | 19,78 | 20,17 | 20,17    |       |
| 14   | A      | Rutger Smith              | Pays-Bas           | 20,08 | x     | 19,55 | 20,08    |       |
| 15   | A      | Marco Fortes              | Portugal           | 19,59 | 20,06 | 19,50 | 20,06    |       |
| 16   | B      | Ralf Bartels              | Allemagne          | x     | 20,00 | 19,89 | 20,00    |       |
| 17   | B      | Andrei Mikhnevich         | Biélorussie        | 19,81 | 19,55 | 19,89 | 19,89    |       |
| 18   | B      | Nedžad Mulabegović        | Croatie            | 19,18 | 19,86 | 19,72 | 19,86    |       |
| 19   | B      | Om Prakash Singh          | Inde               | 19,40 | 19,86 | x     | 19,86    |       |
| 20   | B      | Hüseyin Atıcı             | Turquie            | 19,47 | 19,49 | 19,74 | 19,74    |       |
| 21   | A      | Lajos Kürthy              | Hongrie            | 19,65 | 19,55 | x     | 19,65    |       |
| 22   | A      | Georgi Ivanov             | Bulgarie           | 19,42 | 19,40 | 19,63 | 19,63    |       |
| 23   | B      | Antonín Žalský            | République tchèque | x     | 19,62 | 19,49 | 19,62    |       |
| 24   | A      | Kemal Mesić               | Bosnie-Herzégovine | 19,49 | x     | 19,60 | 19,60    |       |
| 25   | A      | Mihail Stamatoyiannis     | Grèce              | 18,67 | x     | 19,24 | 19,24    |       |
| 26   | A      | Dale Stevenson            | Australie          | 18,38 | 19,17 | 19,01 | 19,17    |       |
| 27   | A      | Māris Urtāns              | Lettonie           | 18,92 | 19,13 | x     | 19,13    |       |
| 28   | B      | Kim Christensen           | Danemark           | 18,40 | x     | 19,13 | 19,13    |       |
| 29   | B      | Carl Myerscough           | Grande-Bretagne    | 18,75 | 18,95 | x     | 18,95    |       |
| 30   | B      | Raigo Toompuu             | Estonie            | 18,87 | 18,91 | x     | 18,91    |       |
| 31   | A      | Borja Vivas               | Espagne            | 18,46 | x     | 18,88 | 18,88    |       |
| 32   | A      | Stephen Sáenz             | Mexique            | x     | 18,65 | x     | 18,65    |       |
| 33   | B      | Amin Nikfar               | Iran               | 18,62 | x     | x     | 18,62    |       |
| 34   | B      | Carlos Véliz              | Cuba               | 18,26 | x     | 18,57 | 18,57    |       |
| 35   | B      | Emanuele Fuamatu          | Samoa              | 17,78 | x     | x     | 17,78    |       |
| 36   | A      | Odinn Bjorn Thorsteinsson | Islande            | x     | 17,04 | 17,62 | 17,62    |       |
| 37   | A      | Adriatik Hoxha            | Albanie            | 17,58 | x     | 17,13 | 17,58    |       |
| 38   | A      | Justin Rodhe              | Canada             | 17,00 | x     | x     | -        | NM    |
| 38   | B      | Zhang Jun                 | Chine              | x     | x     | x     | -        | NM    |
| 38   | B      | Andriy Semenov            | Ukraine            | x     | x     | x     | -        | NM    |

## Légende
Records et Performances
- AR : Record continental (area record)
- CR : Record des championnats (championship record)
- MR : Record du meeting (meet record)
- NR : Record national (national record)
- OR : Record olympique (olympic record)
- PR : Record paralympique (paralympic record)
- PB : Record personnel (personal best)
- SB : Meilleure performance personnelle de la saison (season's best)
- WL : Meilleure performance mondiale de l'année (world leader)
- WJR : Record du monde junior (world junior record)
- WR : Record du monde (world record)

Circonstances et Conditions
- DNF : N'a pas terminé (did not finish)
- DNS : N'a pas pris le départ (did not start)
- DQ : Disqualification (disqualification)
- NM : Aucun essai valable enregistré (No Mark)
- Q : Qualifié « directement » au prochain tour (ou à la prochaine compétition), lors d'une compétition majeure, grâce au classement ou à la réalisation des minima (automatic qualifier)
- q : Qualifié au prochain tour (ou à la prochaine compétition), lors d'une compétition majeure, grâce au repêchage ou à la réalisation de l'une des meilleures performances parmi celles des « non qualifiés directement » (grâce au meilleur temps ou à la meilleure distance par exemple) (secondary qualifier)